# Ардон (річка)
Ардо́н — річка в Росії, ліва притока Тереку. Протікає в Північній Осетії на Передкавказзі. Довжина 102 км, площа басейну 2 700 км². Бере початок серед льодовиків Головного Кавказького хребта. 
В верхів'ях — гірська річка, нижче, біля міста Алагир, виходить на передгірську рівнину. Середні витрати біля селища Тамиськ 29 м³/с. Використовується для зрошення. Долиною Ардону проходить Воєнно-Осетинська дорога. Курорти. Туризм.
На річці розташовані Зарамазькі ГЕС.